# Geghakert
Geghakert hay Samaghar là một đô thị thuộc tỉnh Armavir, Armenia. Dân số ước tính năm 2011 là 3291 người.